# Flensburg Sealords
I Flensburg Sealords sono una squadra di football americano di Flensburgo, in Germania.

## Storia
La sezione maschile non è mai riuscita a salire oltre la Regionalliga (terzo livello), mentre quella femminile ha giocato la Damenbundesliga 2008 congiuntamente alle Kiel Baltic Witches col nome di Seawitches.

## Dettaglio stagioni

### Tornei nazionali

#### Campionato

##### Damenbundesliga
| Stagione | regular season | regular season | regular season | regular season | regular season | regular season | playoff | playoff | playoff | playoff | playoff | playoff   | playoff    |
|          | Vin            | Par            | Per            | Tot            | PF             | PS             | Vin     | Per     | Tot     | PF      | PS      | risultato | avversaria |
| -------- | -------------- | -------------- | -------------- | -------------- | -------------- | -------------- | ------- | ------- | ------- | ------- | ------- | --------- | ---------- |
| 2008     | 0              | 1              | 5              | 4              | 25             | 165            | -       | -       | -       | -       | -       | -         | -          |
| Totale   | 0              | 1              | 5              | 4              | 25             | 165            | -       | -       | -       | -       | -       |           |            |

Fonti: Enciclopedia del Football - A cura di Roberto Mezzetti

##### Verbandsliga (terzo livello)/Regionalliga
| Stagione | regular season | regular season | regular season | regular season | regular season | regular season | playoff | playoff | playoff | playoff | playoff | playoff   | playoff    |
|          | Vin            | Par            | Per            | Tot            | PF             | PS             | Vin     | Per     | Tot     | PF      | PS      | risultato | avversaria |
| -------- | -------------- | -------------- | -------------- | -------------- | -------------- | -------------- | ------- | ------- | ------- | ------- | ------- | --------- | ---------- |
| 1990     | 0              | 0              | 8              | 8              | 32             | 249            | -       | -       | -       | -       | -       | -         | -          |
| 2012     | 1              | 0              | 7              | 8              | 89             | 178            | -       | -       | -       | -       | -       | -         | -          |
| Totale   | 1              | 0              | 15             | 16             | 121            | 427            | -       | -       | -       | -       | -       |           |            |

Fonti: Enciclopedia del Football - A cura di Roberto Mezzetti

##### Landesliga (quarto livello)/Verbandsliga (quarto livello)/Oberliga
| Stagione | regular season | regular season | regular season | regular season | regular season | regular season | playoff | playoff | playoff | playoff | playoff | playoff      | playoff              |
|          | Vin            | Par            | Per            | Tot            | PF             | PS             | Vin     | Per     | Tot     | PF      | PS      | risultato    | avversaria           |
| -------- | -------------- | -------------- | -------------- | -------------- | -------------- | -------------- | ------- | ------- | ------- | ------- | ------- | ------------ | -------------------- |
| 1988     | 1              | 0              | 3              | 4              | 103            | 115            | -       | -       | -       | -       | -       | -            | -                    |
| 1989     | 7              | 0              | 3              | 10             | 358            | 146            | -       | -       | -       | -       | -       | -            | -                    |
| 1993     | 0              | 0              | 8              | 8              | 116            | 438            | -       | -       | -       | -       | -       | -            | -                    |
| 1994     | 5              | 0              | 4              | 9              | 163            | 183            | -       | -       | -       | -       | -       | -            | -                    |
| 1995     | 3              | 0              | 7              | 10             | 153            | 298            | -       | -       | -       | -       | -       | -            | -                    |
| 1996     | 0              | 0              | 12             | 12             | 0              | 240            | -       | -       | -       | -       | -       | -            | -                    |
| 2004     | 4              | 1              | 3              | 8              | 178            | 117            | -       | -       | -       | -       | -       | -            | -                    |
| 2005     | 1              | 0              | 7              | 8              | 76             | 239            | -       | -       | -       | -       | -       | -            | -                    |
| 2010     | 4              | 0              | 4              | 8              | 98             | 146            | -       | -       | -       | -       | -       | -            | -                    |
| 2011     | 3              | 0              | 3              | 6              | 74             | 75             | 0       | 2       | 2       | 14      | 35      | Quarto posto | Hannover Spartans    |
| 2013     | 7              | 0              | 1              | 8              | 173            | 65             | 2       | 0       | 2       | 38      | 30      | Campioni     | Göttingen Generals   |
| 2014     | 4              | 0              | 4              | 8              | 143            | 109            | -       | -       | -       | -       | -       | -            | -                    |
| 2015     | 1              | 0              | 7              | 8              | 80             | 194            | -       | -       | -       | -       | -       | -            | -                    |
| 2016     | 1              | 1              | 8              | 10             | 62             | 228            | -       | -       | -       | -       | -       | -            | -                    |
| 2017     | 3              | 0              | 6              | 9              | 132            | 185            | -       | -       | -       | -       | -       | -            | -                    |
| 2018     | 9              | 0              | 1              | 10             | 202            | 60             | 0       | 1       | 1       | 8       | 18      | Semifinale   | Wolfsburg Blue Wings |
| 2019     | 2              | 0              | 8              | 10             | 139            | 277            | -       | -       | -       | -       | -       | -            | -                    |
| Totale   | 55             | 2              | 89             | 146            | 2250           | 3115           | 2       | 3       | 5       | 60      | 83      |              |                      |

Fonti: Enciclopedia del Football - A cura di Roberto Mezzetti

##### Verbandsliga (quinto livello)
| Stagione | regular season | regular season | regular season | regular season | regular season | regular season | playoff | playoff | playoff | playoff | playoff | playoff   | playoff    |
|          | Vin            | Par            | Per            | Tot            | PF             | PS             | Vin     | Per     | Tot     | PF      | PS      | risultato | avversaria |
| -------- | -------------- | -------------- | -------------- | -------------- | -------------- | -------------- | ------- | ------- | ------- | ------- | ------- | --------- | ---------- |
| 2006     | 2              | 2              | 6              | 10             | 99             | 185            | -       | -       | -       | -       | -       | -         | -          |
| 2007     | 2              | 0              | 4              | 6              | 61             | 117            | -       | -       | -       | -       | -       | -         | -          |
| 2008     | 4              | 0              | 6              | 10             | 175            | 202            | -       | -       | -       | -       | -       | -         | -          |
| 2009     | 3              | 0              | 1              | 4              | 55             | 30             | -       | -       | -       | -       | -       | -         | -          |
| Totale   | 11             | 2              | 17             | 30             | 390            | 534            | -       | -       | -       | -       | -       |           |            |

Fonti: Enciclopedia del Football - A cura di Roberto Mezzetti

##### Landesliga
| Stagione | regular season | regular season | regular season | regular season | regular season | regular season | playoff | playoff | playoff | playoff | playoff | playoff    | playoff                    |
|          | Vin            | Par            | Per            | Tot            | PF             | PS             | Vin     | Per     | Tot     | PF      | PS      | risultato  | avversaria                 |
| -------- | -------------- | -------------- | -------------- | -------------- | -------------- | -------------- | ------- | ------- | ------- | ------- | ------- | ---------- | -------------------------- |
| 1997     | 1              | 0              | 9              | 10             | 70             | 380            | -       | -       | -       | -       | -       | -          | -                          |
| 1998     | 7              | 1              | 3              | 11             | 310            | 146            | 0       | 1       | 1       | 0       | 19      | Semifinale | Oldenburg Fighting Knights |
| Totale   | 8              | 1              | 12             | 21             | 380            | 526            | 0       | 1       | 1       | 0       | 19      |            |                            |

Fonti: Enciclopedia del Football - A cura di Roberto Mezzetti